# Walter Raim
Walter Raim (eigentlich Walter Yudomin, * 25. Dezember 1935; † 12. Juni 2004) war ein US-amerikanischer Unterhaltungsmusiker (Gitarre, Banjo, Gesang, Arrangement, auch Komposition).

## Wirken
Raim studierte in den 1950er-Jahren zunächst Musik am City College of New York, um dann seinen Master in Musikerziehung vom Teachers College der Columbia University zu erhalten. Daneben arbeitete er als Gitarren- und Banjolehrer; im April 1957 musste er vor dem Komitee für unamerikanische Umtriebe aussagen.
Raim arbeitete in den 1960er-Jahren als Bariton und Instrumentalist u. a. mit The Belafonte Folk Singers, Louis Armstrong („Bye and Bye“)  und Spanky and Our Gang („Sunday Mornin’“). Als Mitglied von The Harvesters nahm er mit diesem Folk-Quartett das Album Pastures of Plenty (1961) auf. 1963 legte er sein Debütalbum Hootenanny for Orchestra  mit eigenen Arrangements von populären Titeln wie „Laredo Lament“ vor. Mit Itamar Cohen und Ruth Ben-Zvi entstand im selben Jahr die LP Songs of Yemen and Israel (Vanguard Records). Weiterhin war er als Begleiter der Sänger Geoffrey Holder, Leon Bibb, Ellie Stone und der Oranim Zabar Israeli Troupe tätig.
Raims eigene musikalische Studioprojekte waren The Walter Raim Strings („Meditation (Meditacao)/O Barquinho (Little Boat)“ 1963, mit Charlie Byrd), The Electrifying Guitar Of Walter Raim (1965), The Century 21 Orchestra („For Rosemary (Feur Elise)“/„Ever Smiling“, 1968) und Walter Raim Concept (1970). Mit Bill Watrous als Gastsolisten entstand das Easy-Listening-Album Love Themes for the Underground, the Establishment & Other Sub Cultures not yet Known (1969), mit Versionen von damaligen Hits wie „Aquarius“ und Standards wie „How Long Has This Been Going On“. Raim unterrichtete in New York an der Neighborhood Music School und der Metropolitan Music School. Gemeinsam mit Robert Shelton gab er das Josh White Song Book heraus.

## Diskographische Hinweise
- Hootenanny for Orchestra (Liberty, 1963)
- 12 String Guitar 12 Great Hits (Liberty,  1964)
- The Electrifying Guitar of Walter Raim (Mercury Records, 1965)
- Walter Raim Concept: Endless Possibilities (MTA, 1970)